# Panamerikanische Spiele 2023/Baseball
Bei den Panamerikanischen Spielen 2023 in der chilenischen Hauptstadt Santiago de Chile fand vom 18. bis 28. Oktober 2023 ein Turner der Männer im Baseball statt. Austragungsort war das Baseball and Softball Center.

## Bilanz

### Medaillenspiegel
| Platz  | Land      | Gold | Silber | Bronze | Gesamt |
| ------ | --------- | ---- | ------ | ------ | ------ |
| 1      | Kolumbien | 1    | —      | —      | 1      |
| 2      | Brasilien | —    | 1      | —      | 1      |
| 3      | Mexiko    | —    | —      | 1      | 1      |
| Gesamt | Gesamt    | 1    | 1      | 1      | 3      |

### Medaillengewinner
| Gold | Silber | Bronze |
| --- | --- | --- |
| KolumbienDilson Herrera Randy Consuegra Fabián Pertuz Derwin Pomare Rubén Galindo Carlos Andrés Arroyo Kevin Escorcia Carlos Mario Martínez Jean Ruiz Jhon Peluffo Víctor Vargas José Jorge Ramos Francisco Acuña Santiago Florez Ezequiel Zabaleta Luis Gabriel Moreno Jorge Puerta Leandrón Emiliani Jaider Morelos Julio César Rivas Carlos Díaz Jesús Marriaga Hernando Mejía Jorge Enrique Martínez | BrasilienFábio Murakami Felipe Mizukosi Gabriel Barros Jean Tomé Murilo Brolo Paulo Orlando Daniel Missaki Felipe Natel Sales Felipe Fukuda Lucas Sakay Oscar Nakaoshi Osvaldo Carvalho Raphael Parra Enzo Sawayama André Rienzo Ariel Frigo Douglas Takano Eric Pardinho Gabriel Barbosa Lucas Rojo Oller Pedro Okuda e Silva Salomon Koba Victor Coutinho | MexikoLuis Fernando Miranda Faustino Carrera Fernando Flores Miguel Guzmán Fabián Cota Edson García Édgar Torres Moisés Gutiérrez Francisco Haro Roberto Ramos Wilmer Ríos Samuel Zazueta Jesús Ávila Arturo López Fernando Villegas Aldo Montes Carlos Morales Norberto Obeso Jesús Cruz Randy Romero Jasson Atondo Roberto Valenzuela Irving Wilson Darel Torres |